# Guerra de Titanes (2010)
Guerra de Titanes 2010 fue la decimocuarta edición de Guerra de Titanes (AAA), evento de pago por visión de lucha libre profesional producido por la empresa AAA. Tuvo lugar y fecha el 5 de diciembre de 2010 en el Auditorio Benito Juárez, en Zapopan, Jalisco.

## Resultados
- Lúmino e Impulso vencen a Disturbio Ledesma y al Black Master en una lucha de parejas (no se transmitió al aire)
  - Lúmino castigó con una "Plancha de 360°" y luego Impulso castigó a Ledesma con un "Spanish Fly".
- El Gato Eveready, Pimpinela y Octagoncito vencen a Decnis, Polvo de Estrellas y Mini Abismo Negro en una lucha de relevos atómicos de locura.
  - Pimpinela Escarlata cubrió a Polvo de Estrellas para conseguir la victoria para su equipo.
  - Todo es válido, las caídas valen dentro y fuera del ring.
- La Milicia (Super Fly, Alan stone y Chris stone) vencen a Octagón, El Elegido y Aero Star en una lucha callejera.
  - Super Fly cubre a Octagón con un Faul que no se percata el "Copetes" Salazar.
  - Según los rudos dominaban la lucha.
  - Tras la dominación ruda, Octagón estaba cubierto de sangre y con la máscara rota y a veces ya estaba fuera del ring.
  - Super Fly confesó haber golpeado al Octagón en Ecatepec, para no ser descubierto, él se disfrazó de motorciclista (cubriendo su rostro) y traía una moto (tipo como del Cibernético) en lo cual, no se reveló lo que pasó, ni se supo si eran 2 pero le echaron la culpa al Cibernético, haciendo que el perdiera la confianza de la AAA. en conclusión, Super Fly traicionó a la AAA.

- Silver Cain y Último Gladiador derrotaron a la Legión Extranjera (Hernández Y El Ilegal) y a La hermandad 187 (Nicho en Millonario Y Joe Líder) reteniendo los títulos en parejas AAA en una Lucha de Escaleras por parejas.
  - Hubo intentos de la 187 por obtener los campeonatos pero sus rivales (incluso el Hijo del Tirantes) se los impedían.
  - Electro intervino con una silla en contra de los actuales campeones pero fue sacado por la seguridad.
  - Al final, ganan Silver y el Gladiador.
- Ejército AAA (La Parka, Jack Evans, Extreme Tiger y Dark Espíritu) derrotaron a Los Bizarros (Taboo, scoria, Cibernético y Nygma) en una lucha de equipos.
  - Jack provoca un error en Los Bizarros y logra conectar a Scoria con un Enziguri para después cubrir con una Plancha de 450° a Scoria y conseguir la victoria para El Ejército AAA.
  - Después de la derrota, el Ciber con sus bizarros masacran a la Parka, hay que recordar que existe una rivalidad entre ellos desde hace años y que perdiera su confianza.
  - El Ciber pide un micrófono para aclarar, diciendo que era amigo de Dorian y aclaró que el no está ni con la AAA, ni con Dorian.
  - Pero aparece "la Milicia" y empiezan los retos entre ellos y los Bizarros y después se irián a los golpes.
  - Al final de la lucha Cibernético presentó al último bizarro Charly Manson (de regreso en la AAA después de que en el CMLL rapó a Negro Casas).
- L.A. Park vence a El Mesías en un mano a mano.
  - L.A. Park cubre al mesías con un Faul y triple sillazo en lo cual, no era permitido y el réferee no se percató.
  - Además, vino Hernández para ayudar a L.A. Park.
  - La silla que usó L.A. park, quedó bañada de sangre del Mesiás.
- Los Perros del Mal (Damián 666, Halloween y X-Fly) Derrotan a Los Psycho Circus (Psycho Clown, Murder Clown y Monster Clown) en una lucha extrema en jaula.
  - Descaradamente, el Hijo del Perro Aguayo ingresa a la jaula disfrazándose de Monster Clown para golpear al Morder Clown y después, ayudó a Halloween para que salga de la Jaula (la gente pensaba que había ruptura entre los payasos).
  - Y como consecuencia, termina el invicto de los "Psycho Circus"
  - Hubo frustración tras conocer por primera vez su derrota, en lo cual amasacran a los perros gracias al Dr. Wagner, Jr., que ayudó a masacrar a los perros para llevarlos al frente de la lic. Maricela Peña, en lo cual, Wagner dirijiría unas palabras, pero a favor de los perros intervino El Zorro.
- El Zorro vence a Dr. Wagner, Jr. ganando el megacampeonato Unificado AAA
  - Polemicamente, el Hijo del Tirantes cuenta bien rápido para decretarle la victoria al Zorro cuando cubría al Wagner después del Small Package.
  - tras esos hechos lamentables, aparece el lic. Joaquín Roldán para romperle el cuello al Tirantes
  - Pero sale la sociedad (Konnan y Dorian Roldán) para intervenir, pero Joaquín empuja a Dorian y le da un batazo (lleno de púas) a Konnan y la Milicia, fue detenida por la seguridad.
  - En conclusión, es que el lic. Joaquín Roldán demostró "tener un As bajo la manga".

- Datos: Q5614955